# Шигемицу Судо
Шигемицу Судо (јап. 須藤 茂光; 2. април 1956) бивши је јапански фудбалер.

## Каријера
Током каријере је играо за Хитачи.

## Репрезентација
За репрезентацију Јапана дебитовао је 1979. године. За тај тим је одиграо 13 утакмица.

## Статистика
| Јапан  | Јапан   | Јапан  |
| Година | Наступи | Голови |
| ------ | ------- | ------ |
| 1979.  | 1       | 0      |
| 1980.  | 8       | 0      |
| 1981.  | 4       | 0      |
| Укупно | 13      | 0      |